# Liopiophila varipes
Liopiophila varipes – gatunek muchówki z rodziny sernicowate i podrodziny Piophilinae.
Gatunek ten opisany został w 1830 roku przez Johanna Wilhelma Meigena jako Piophila varipes.
Muchówka o ciele długości od 2,5 do 3 mm. Chetotaksja głowy cechuje się m.in. rozbieżnymi szczecinkami zaciemieniowymi, obecnością wibrys i słabymi szczecinkami przyoczkowymi. Przód czoła jest żółty, zaś tył czarny i wyraźnie rozszerzony. Wysokość policzka na poziomie wibrys jest nie większa niż szerokość trzeciego członu czułków. Tułów charakteryzuje błyszcząca, niepomarszczona powierzchnia śródplecza, brak szczecinek barkowych oraz skąpo owłosione mezopleury. Brawa tułowia i odwłoka jest błyszcząco czarna. W większości czarne są też odnóża środkowej i tylnej pary.
Larwy przechodzą rozwój w rozkładającym się drewnie i na padlinie.
Owad znany z Francji, Holandii, Niemiec, Danii, Szwecji, Norwegii, Finlandii, Szwajcarii, Austrii, Włoch, Polski, Czech, Słowacji, Węgier, Rumunii, europejskiej części Rosji, wschodniej Palearktyki i nearktycznej Ameryki Północnej.